# Estampa
Estampa est une revue culturelle fondée à Madrid (Espagne) en 1928 par Luis Montiel Balanzat (es).
Esthétique, attractive et populaire, elle constituait une véritable innovation pour son soutien à la présence de la femme dans la société espagnole, son absence initiale d'idéologie et l'abondance de documents graphiques, dans la lignée d'autres revues européennes contemporaines comme Vu. Née sous le joug de la censure de la dictature de Primo de Rivera, elle disparaît dix ans plus tard, en pleine guerre civile.

## Histoire

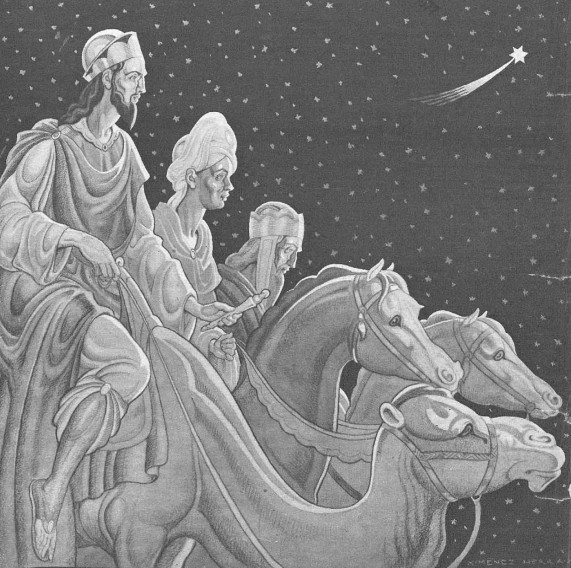
Gravure d'Ángel Ximénez Herráiz pour la une du tout premier numéro d'Estampa (3 janvier 1928.

Estampa est un projet éditorial de Luis Montiel Balanzat (es), ingénieur madrilène et monarchiste modéré, qui a commencé son activité professionnelle dans les arts graphiques au travers de la Papelera Madrileña et de l'imprimerie Gráficas Excelsior. Il acquiert ensuite les ateliers des `Sucesores de Rivadeneyra.
Dès son premier numéro, en janvier 1928, Estampa s'ajuste au papier à en-tête de Revista Gráfica y Literaria de la Actualidad Española y Mundial, attirant l'attention sur la grande qualité des reproductions photographiques. Son premier directeur est Antonio García de Linares, qui donnera à Estampa son style « magazine », qu'il avait appris lors de son séjour à Paris. Il laissera néanmoins son poste à Montiel après seulement deux mois pour fonder et diriger l'année suivante Crónica (es), la publication sœur de Estampa : elle a en effet partagé la même période et le même public entre 1929 et 1938,. Il semblerait que les deux hommes aient eu quelques divergences d'opinion. Montiel partagera la direction de la publication avec Vicente Sánchez Ocaña.
Estampa a eu un succès notable pendant la Seconde République espagnole,. Après deux mois de diffusion, la revue est tirée à 100 000 exemplaires, puis après la première année, elle atteint les 200 000 exemplaires, parvenant ainsi à la même diffusion que Blanco y Negro et Nuevo Mundo. La revue estime que ce succès est dû au prix accessible et au caractère agréable et éclectique de ses contenus. Les femmes de classe moyenne constituaient la principale cible de marché de la revue, ce qui est unique pour l'époque.
À partir du no 227, publié le 14 mai 1932, Estampa réduit ses contenus graphiques, en particulier dans la section sportive ; elle acquiert ainsi un statut plus sérieux et travaille plus en profondeur ses reportages.
Avec l'éclatement de la guerre civile espagnole, le personnel de la rédaction, les ateliers et l'administration s'emparent de l'entreprise et Estampa continue de publier en tant qu'organe du Front populaire. Ainsi, à partir du no 447, la guerre monopolise son contenu, en incluant des reportages propagandistes de l'Union soviétique. La part belle est faite aux photographies non signées, spécialement celles qui sont prises sur le front. Des spécialistes tels que Sáiz, Sánchez Vigil et Seoane[réf. nécessaire] la considèrent un modèle du genre et une victime de plus de la guerre civile.
Même si son dernier numéro a paru en 1938, le plus récent des numéros conservés à la Bibliothèque nationale d'Espagne est du 8 janvier 1938. Une fois la guerre terminée (en 1939), Montiel récupère la propriété des ateliers de Rivadeneyra et édite deux nouvelles publications : la revue people Semana (es) en 1940, et, plus tard, le journal sportif As en 1967.

## Contenu

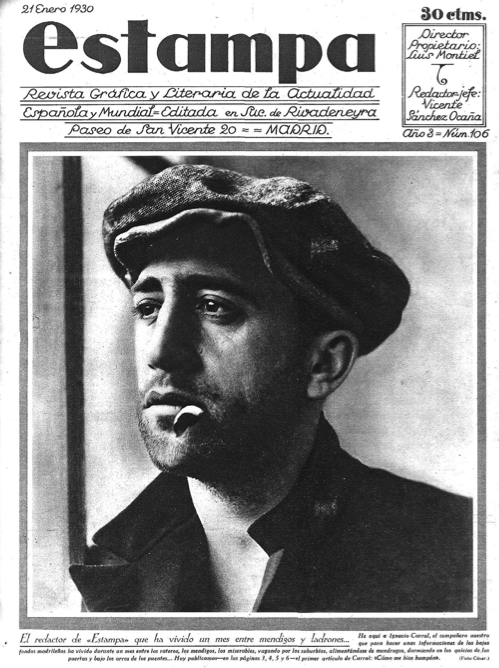
à la une du numéro d'Estampa du 21 janvier 1930.

De manière générale, les contenus graphiques prédominent dans la revue — chaque numéro contient plus d'une centaine de photographies —, mais Estampa propose également un feuilleton historique ; des pages infantiles — comme la célèbre série de Pipo y Pipa de Salvador Bartolozzi (es) — et d'humour ; un espace fixe pour des contes ; des sections de littérature — longtemps signées Alberto Insúa (es) — ; de théâtre (Alberto Marín Alcalde) ; de sport (Juan de Gredos) ; de tauromachie (Alhamar) et d'art (Gil Fillol). Les chroniques, reportages, entretiens et autres articles descriptifs sont notables pour leur qualité journalistique. Par ailleurs, plusieurs pages spéciales sont consacrées à la femme ; pas seulement concernant la mode, la revue proposait des contenus modérément féministes.
Dans ses pages consacrées à l'actualité politique, qui ont sensiblement augmenté avec l'instauration de la Seconde République, Estampa, bien que dépourvu de toute idéologie au début, adopte une position plutôt conservatrice, étant donné que son propriétaire, cierviste, situe ses préférences politiques au centre droit.

## Collaborateurs

### Écrivains
Parmi les collaborateurs littéraires, sont enregistrées les signatures de Manuel D. Benavides (es), César González Ruano, Francisco Coves, Josefina Carabias (es), Matilde Muñoz Sampedro (es), Ernesto López-Parra (es), José Díez Morales, Francisco Martínez Corvalán, Eduardo de Ontañón (es), Andrés Carranque de Ríos (es) et Carlos Vela Jerezano.

### Humoristes et graphistes
Les pages littéraires, infantiles et d'humour ont pu compter sur des dessinateurs, peintres et humoristes tels que « Sirio », Ramon Peinador Checa (es), « Roberto », Rafael de Penagos (es), Robert Martínez Baldrich, « Téllez », « Fresno », « Echea », « K-Hito (es) », Salvador Bartolozzi, Ángel Ximénez Herráiz, ainsi que la dessinatrice Viera Sparza. 

### Photographes
Il s'agit du champ professionnel le plus important de cette publication, lui ayant donné sa personnalité et sa popularité. Pendant les dix ans de vie d'Estampa, de nombreux photographes ont pris contribué à sa renommée, dont Alfonso Sánchez García (dit « Alfonso »), Almazán, Adróver, Álvaro (sports), Antsa, Badosa, Benítez, Antonio Calvache (portraits), Casaux, « Campúa », Agustí Centelles, Cervera, Contreras, José María Díaz Casariego (es), Erik, Gonshani, Luque, Luis Ramón Marín, Mena, Oplés, Vilaseca, Vidal, José Walken, Santos Yubero (es), Zapata ou Zarco, en plus de nombreux autres reporters photographes de province.